# مكنسة كهربائية روبوتية

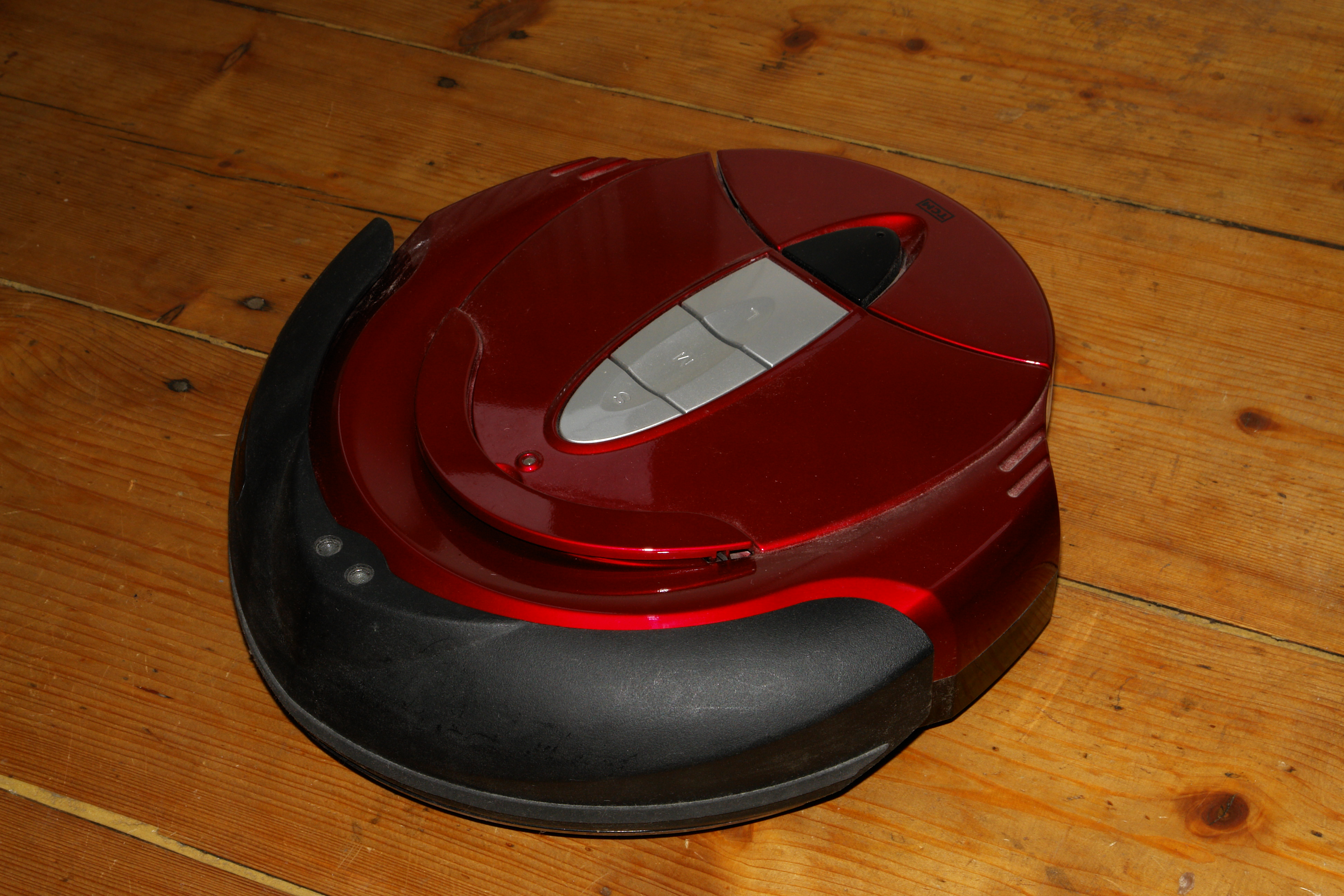
A TCM Reinigungsroboter (روبوت التنظيف الألماني)

المكنسة الكهربائية الروبوتية غالبًا تسمى رومبا، هي مكنسة كهربائية آلية مستقلة ذات برمجة ذكية ونظام تنظيف أرضي محدود تضمن التصميم الأصلي التشغيل اليدوي عبر جهاز التحكم عن بعد ووضع «القيادة الذاتية» الذي سمح للجهاز بالتنظيف بشكل مستقل دون تحكم بشري تستخدم بعض التصميمات فرشًا دوارة للوصول إلى الزوايا الضيقة وبعضها يتضمن عددًا من ميزات التنظيف جنبًا إلى جنب مع ميزة التنظيف بالمكنسة الكهربائية (المسوالتعقيم بالأشعة فوق البنفسجية وما إلى ذلك).
تتمثل ميزة استخدام المكنسة الكهربائية الآلية في مدى هدوءها مقارنة بالمكنسة الكهربائية العادية. أيضًا يُنظر إليها على أنها أكثر ملاءمة للاستخدام لأنها يمكن أن تُكنس بمفردها.يمكن وضع المكنسة الآلية أسفل الأسرة أو المكاتب أو في الخزائن بينما تتطلب المكنسة الكهربائية العادية مساحة أكبر.ومع ذلك فإن عيب المكنسة الكهربائية الآلية هو أنها تستغرق وقتًا طويلاً لتنظيف المنطقة نظرًا لحجمها كما أنها باهظة الثمن نسبيًا.

التأريخ

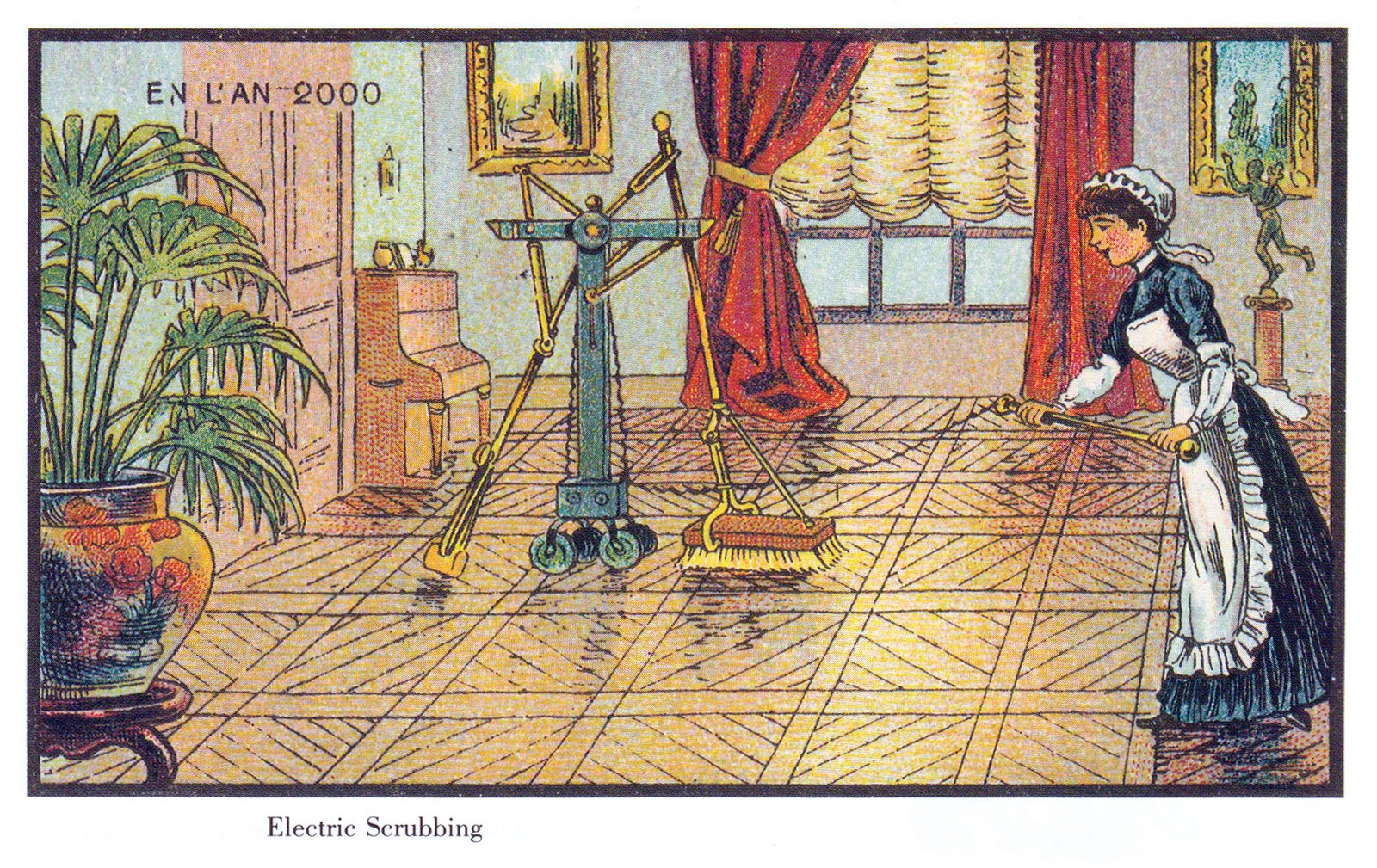
رسم توضيحي لـ "منظف الأرضيات الكهربائية" (1899)

في عام 1996، قدمت شركة الكترولوكس أول «مكنسة كهربائية روبوتية» الكترولوكس ثلاثي الفصوص. كان يعمل بشكل جيد ولكنه واجه مشاكل متكررة في الاصطدام بالأشياء والتوقف عن الجدران والأشياء الأخرى، بالإضافة إلى ترك مساحات صغيرة غير نظيفة. نتيجة لذلك، فشل في السوق وتوقف. في عام 1997، ظهرت واحدة من أولى إصدارات الكترولوكس لمكنسة ثلاثية الفصوص في برنامج العلوم في عالم الغد بي بي سي.
في عام 2001، قامت دايسون ببناء وعرض مكنسة روبوتية تُعرف باسم دي سي06. ومع ذلك، نظرًا لارتفاع سعره لم يتم طرحه في السوق مطلقًا.
في عام 1990أسس ثلاثة من علماء الروبوتات، وهم كولين أنجل وهيلين غرينر ورودني بروكس، شركة ايروبوت
 كانت مخصصة في الأصل لصنع الروبوتات للاستخدام العسكري والمحلي.أطلقت رومبا في عام 2002، والتي كانت قادرة على تغيير الاتجاه عندما واجهت عقبة، واكتشاف البقع القذرة على الأرض، وتحديد القطرات الحادة لمنعها من السقوط على السلالم. أثبت جهاز رومبا أنه أول مكنسة روبوتية ناجحة تجاريًا. في عام 2005، قدمت شركة آي روبوت جهاز سكوباالذي يقوم بتنظيف الأرضيات الصلبة.
في عام 2010، أدخلت مكنسة عالم الروبوتات نيدوXV-11 الروبوتية الخرائط القائمة على الليزر، مما يسمح بالتنقل في خطوط مستقيمة بدلاً من التنقل العشوائي التقليدي.
في عام 2015، قدم كل من دايسون وآي روبوت رسم الخرائط القائم على الكاميرا.
في عام 2016، ادعى الرئيس التنفيذي لشركة آي روبوت أن 20٪ من مبيعات المكانس الكهربائية في جميع أنحاء العالم كانت من الروبوتات.
اعتبارًا من عام2018لا تزال العقبات مثل براز الكلاب والكابلات والأحذية صعبة للغاية على الروبوتات للتنقل حولها.

## الخصائص الرئيسية

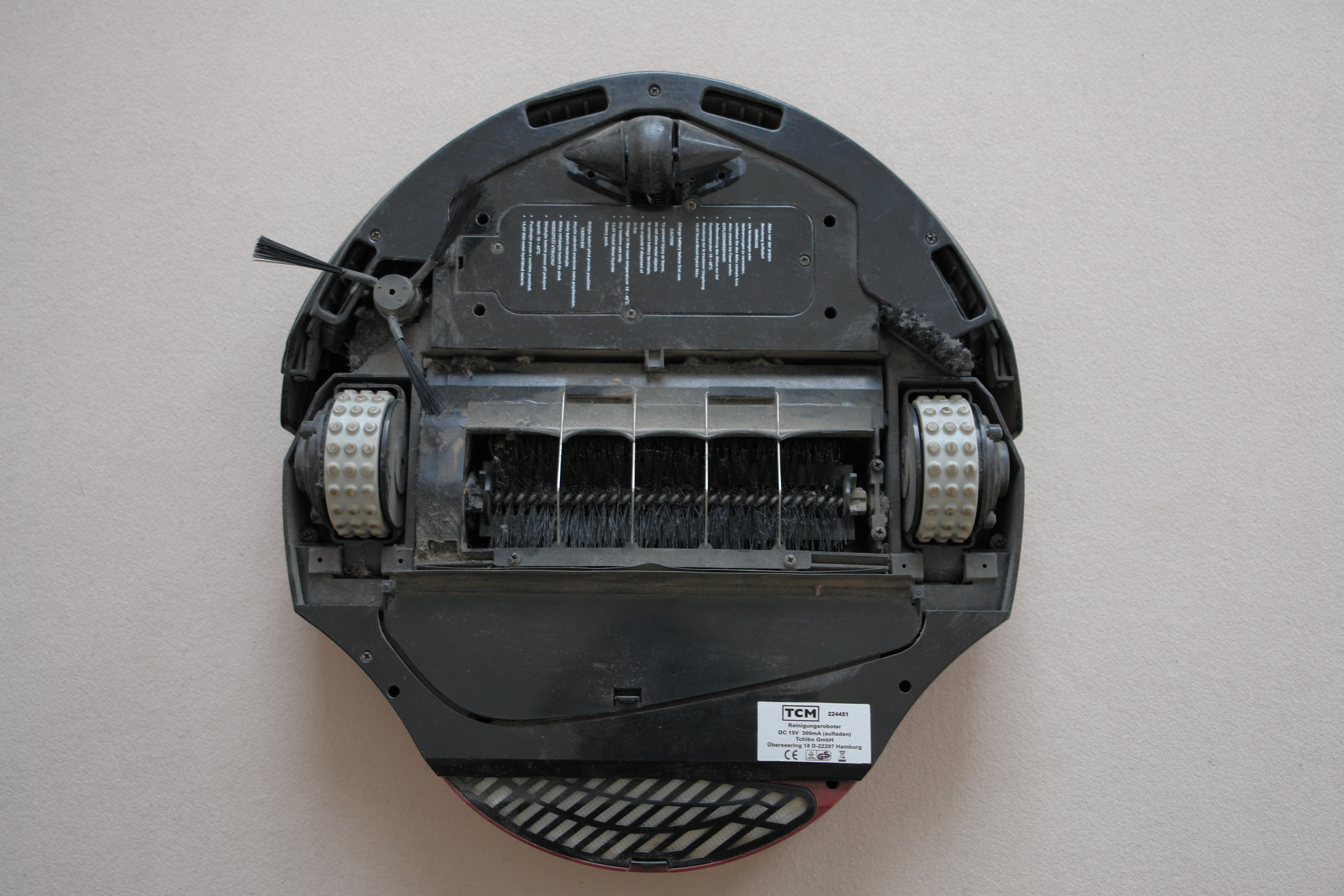
روبوت تنظيف كما يظهر من الأسفل

### الصحة
التعقيم بالأشعة فوق البنفسجية وفلتر اتش إي بي أي.

### أوضاع التنظيف
تتضمن أنواع التنظيف عادةً الوضع التلقائي للتنظيف العام والوضع المجدول، والتوربو (أقصى قدر من التنظيف) وتنظيف الحواف لألواح الحواف والزوايا، ووضع تنظيف المنطقة لتنظيف المناطق المخصصة، ووضع البقعة أو الحلزوني لتنظيف بقعة منطقة معينة، والوضع البعيد، السماح للمستخدم بتوجيه الروبوت إلى بقعة قذرة بشكل خاص.

### مسح مبلل
يمكن لبعض الطرز أيضًا مسح الأرضية للتنظيف الرطب، والكنس الذاتي والمسح الرطب للأرضية بتمريرة واحدة (مجموعة الكنس والمسح).
يمكن ممسحة روبوت معالجة الأسطح المتعددة وتأتي مع مجموعة متنوعة من أوضاع التنظيف المختلفة مما يمنحك خيارات الكنس والكنس والمسح على الأرضيات الرطبة أو الرطبة. تحقق ممسحة روبوت نتائج أفضل على سطح الأرضيات الصلبة وهي مناسبة بشكل مثالي لأنواع الأرضيات الخشبية الصلبة والصفائحية والبلاط.

### أنتيدروب
تشتمل معظم الروبوتات على مستشعرات الأشعة تحت الحمراءالمضادة للسقوط والصدمات.

### مكافحة اللف
عند الاقتراب من العقبات، سوف يبتعد تلقائيًا.

### انتيتوينينج
يمنع الروبوت من التواء بالأسلاك.

### رسم الخرائط
استخدمت الروبوتات الأولى التنقل العشوائي.يتسبب هذا في بعض الأحيان في فقدان الوحدة لبعض النقاط عند التنظيف أوعدم القدرة على تحديد موقع محطتها الأساسية لإعادة الشحن، ولم تقدم للمستخدم تاريخًا عن الأماكن التي تم تنظيفها.
تتضمن النماذج الأكثر تطوراً القدرة على رسم الخرائط. يمكن للوحدة استخدام أنظمة موجهة جيرو، وكاميرا، ورادار، وليزر (مستشعر مسافة بالليزر أو أل دي أس) لإنشاء مخطط أرضي، يمكن تخزينه بشكل دائم لمزيد من الكفاءة، وتحديثه بمعلومات عن المناطق التي تم (أو لم يتم عرضها) تنظيفها. وبالتالي، تم تحسين كفاءة التنظيف بشكل كبير وتقليل معدل التكرار بشكل كبير.
يمكن للنماذج ذات ميزة مخطط الطوابق المتعددة تخزين العديدمن مخططات الطوابق.

### خطوط افتراضية ممنوعة
تحدد خطوط عدم الحركة الافتراضية الحدود، لتقييد حركات الوحدة على مناطق التنظيف المطلوبة.

### إعادة الشحن السريع
تأتي معظم الفراغات الروبوتية ببطارية ليثيوم أيون تبلغ حوالي 2000 مللي أمبير في الساعة والتي تدوم طويلاً بما يكفي للتعامل مع ما يقرب من200 متر مربع من مساحة الأرضية (حوالي 100دقيقة).
وقت الشحن العادي هو من 5 إلى 6 ساعات.
تسمح إعادة الشحن السريع للوحدة بحساب أقصر طريقة لإعادة الشحن (مسار الاختصار)والشحن فقط بالقدر المطلوب، بحيث تنتهي بسرعة أكبر (استئناف التنظيف التلقائي).

### شكل D

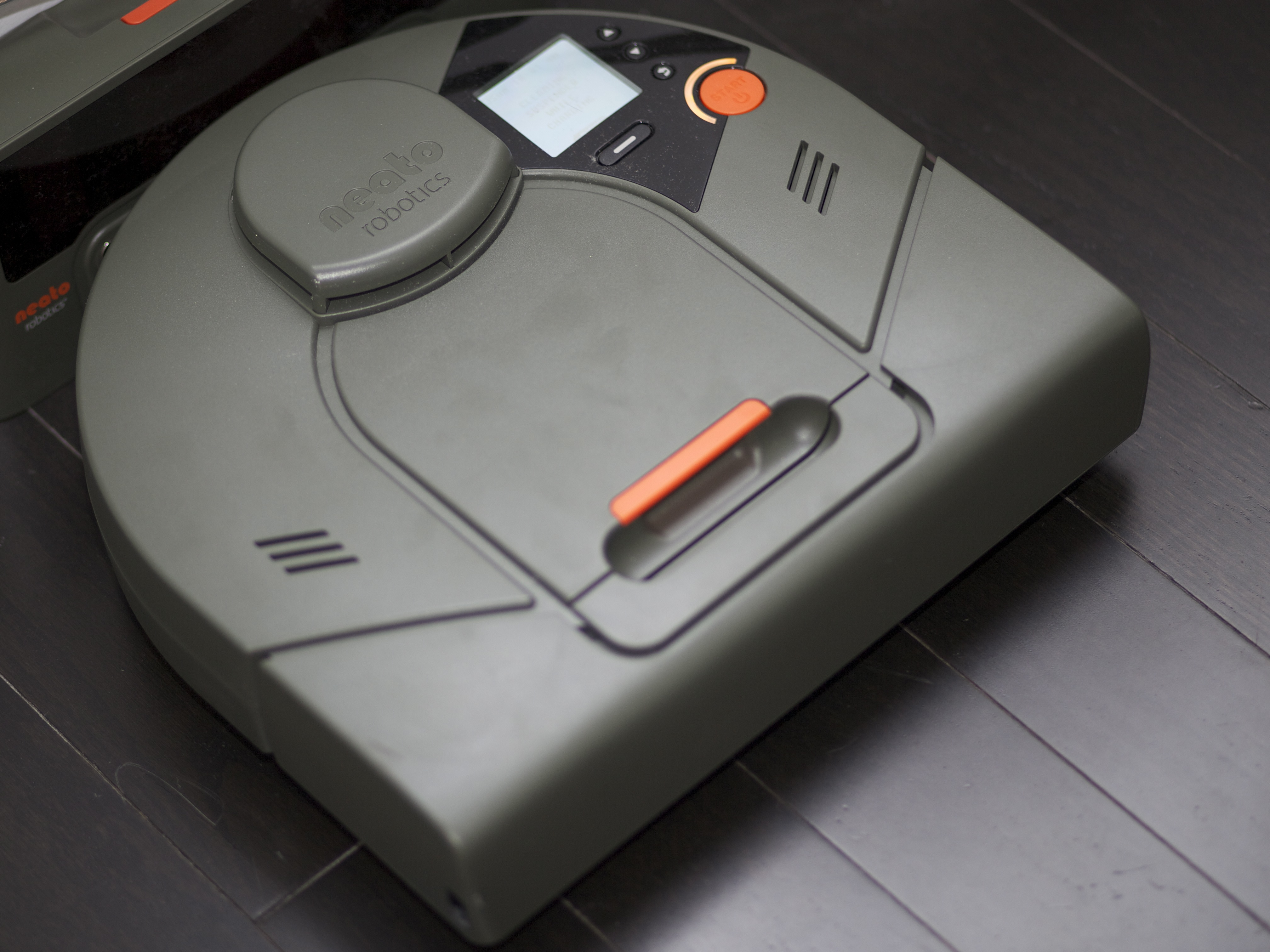
مكنسة كهربائية على شكل حرف D

يمكن أن يساعدالتصميم في شكلD في التقاط الأوساخ في الزوايا وعلى طول الجدران بشكل أفضل من بعض الوحدات المستديرة.

### جدول
التنظيف اليومي المقرر جميع المواعيد يعني أنه يمكن برمجة أسبوع كامل من جداول يومية مختلفة.

### تطبيق متصل
تسمح بعض الطرز بالتحكم في الوحدة باستخدام تطبيق عبر اتصال واي فاي من هاتفك الذكي أو جهاز أتمتة المنزل المتصل، على سبيل المثال أمازون أليكسا ومساعد جوجل.

### ترقيات البرامج
بعض وحدات قادرة على الحصول على الهواء (أو تي أي) تحديثات البرامج الثابتة.